# Gino Vannelli
Gino Vannelli, né le 16 juin 1952 à Montréal, Québec, Canada, est un auteur-compositeur-interprète et musicien canadien.

## Biographie
Il sort son premier single, Gina Bold, à 16 ans chez RCA Canada, sous le pseudonyme Vann Elli. Mais c'est à New York qu'il signe son premier album en 1973 chez A&M Records, puis cinq autres au sein de ce label américain fondé en 1962.
En 1978, son album Brother to Brother est un succès. C'est après le départ de Herb Alpert (le A de A&M) que Gino Vannelli quitte A&M pour Arista qui produira Nightwalker en 1981.
En 1984, il rejoint Dreyfus pour l'album Black Cars. Trois ans plus tard, il produira Big Dreamers Never Sleep avant de monter son propre studio dans les environs de Portland, Oregon en 1990. Il signe alors avec Verve pour deux albums, Yonder Tree en 1995 et Slow Love en 1998. Puis, après deux années de cours de chant, il se lance dans le classique avec l'album Canto sorti chez BMG Canada en 2003.
Il s'installe aux Pays-Bas pendant quelques années à partir de 2005.
Après ses incursions dans le jazz (Yonder Tree) et le classique (Canto), Gino Vannelli décide de retourner à ses fondamentaux et signe avec Universal Music, devenu entre-temps propriétaire du catalogue A&M, pour un ultime album, These Are the Days, qui reprend sept de ses premiers succès.

## Style musical
Après un premier album résolument « jazzy », sa musique évolue et se caractérise par une intégration de thèmes vocaux au jazz rock des années 1970 (Return to Forever, Mahavishnu Orchestra, etc.). Sur des mélodies accrocheuses, il greffe des harmonies complexes et des rythmiques audacieuses. Il s'aventure parfois dans des constructions symphoniques ambitieuses au service de paroles souvent empreintes de gravité. Des six albums suivants Powerful People et Storm at Sunup empruntent au jazz rock le plus abouti, avec The Gist of the Gemini, il développe l'harmonie, puis avec A Pauper in Paradise, la maîtrise de l'orchestre symphonique. Brother to Brother lui ouvre les portes du succès populaire et Nightwalker, dans la même veine, complète cette production.
Les productions suivantes, tournées vers un rock FM de bonne facture sont nettement moins intéressantes avant un retour aux sources qui lui donne l'occasion de se produire dans les plus grands festivals de jazz. Considéré comme une figure majeure de la musique des années 1970 et 80, à mi-chemin entre le jazz, la variété et le rock progressif, la musique inclassable et parfois par trop ardue de Gino Vannelli ne lui a pas procuré toute la reconnaissance populaire méritée. Plusieurs productions ont rencontré un succès plus qu'appréciable et sa carrière a été couronnée par l'obtention de plusieurs prix Juno et mentions de reconnaissance.

## Discographie
| Année | Album                               |
| ----- | ----------------------------------- |
| 1973  | Crazy Life                          |
| 1974  | Powerful People                     |
| 1975  | Storm At Sunup                      |
| 1976  | The Gist of the Gemini              |
| 1977  | A Pauper in Paradise                |
| 1978  | Brother to Brother                  |
| 1981  | Nightwalker                         |
| 1985  | Black Cars                          |
| 1987  | Big Dreamers Never Sleep            |
| 1990  | Inconsolable Man                    |
| 1991  | Live in Montreal                    |
| 1995  | Yonder Tree                         |
| 1998  | Slow Love                           |
| 2003  | Canto                               |
| 2006  | These Are the Days                  |
| 2009  | A Good Thing                        |
| 2009  | The Best and Beyond                 |
| 2010  | Stardust in the Sand                |
| 2014  | Collected                           |
| 2015  | Live in L.A.                        |
| 2019  | Wilderness Road                     |
| 2020  | How Sweet The Silence               |
| 2021  | (More of) A Good Thing              |
| 2025  | The Life I Got (To My Most Beloved) |

## Hommages
En 2023, un hôtel de Montréal lui rend hommage dans un projet, ainsi qu'à Dédé Fortin.